# 零插拔力插座

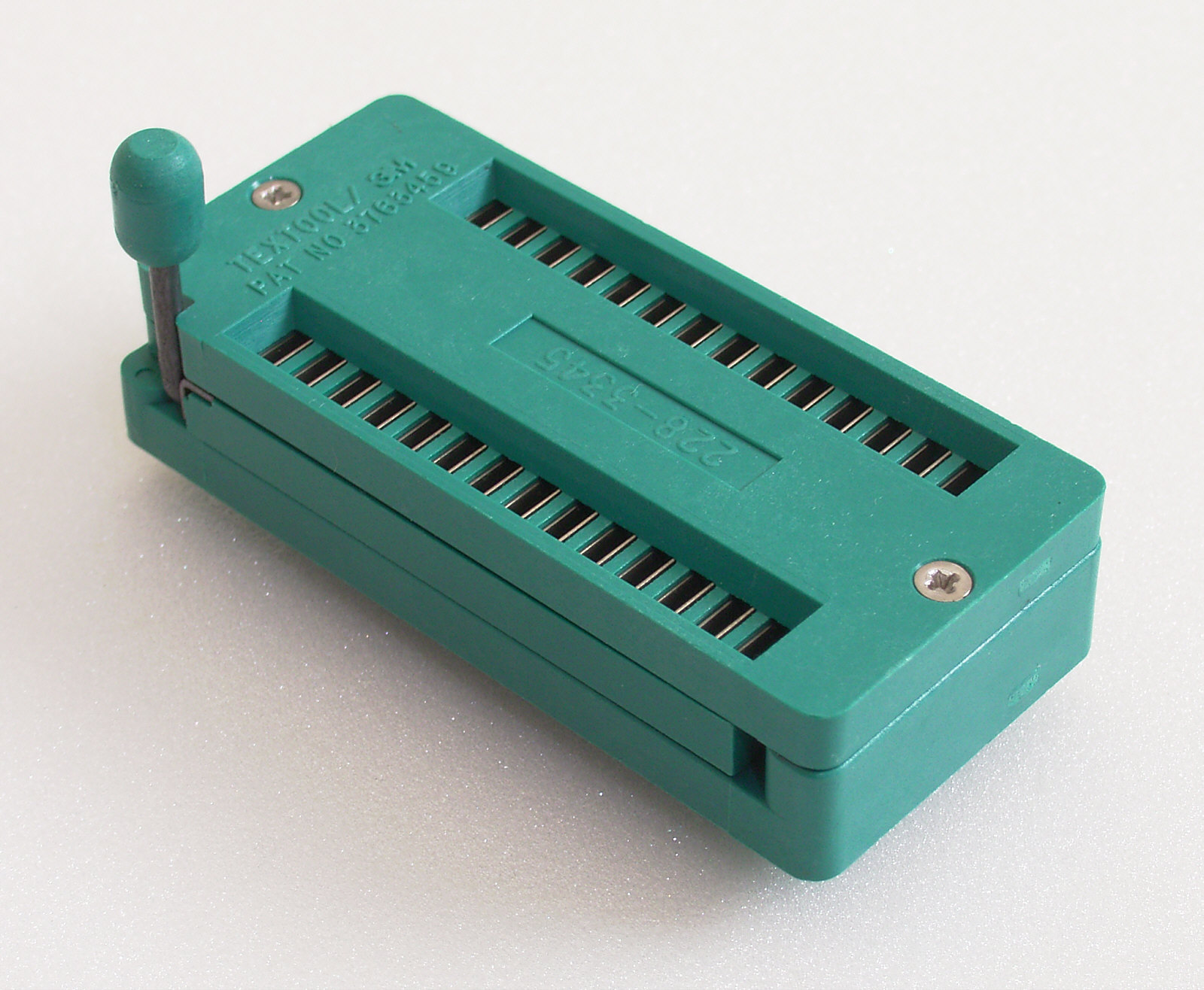
用于 DIP 封装的ZIF插座

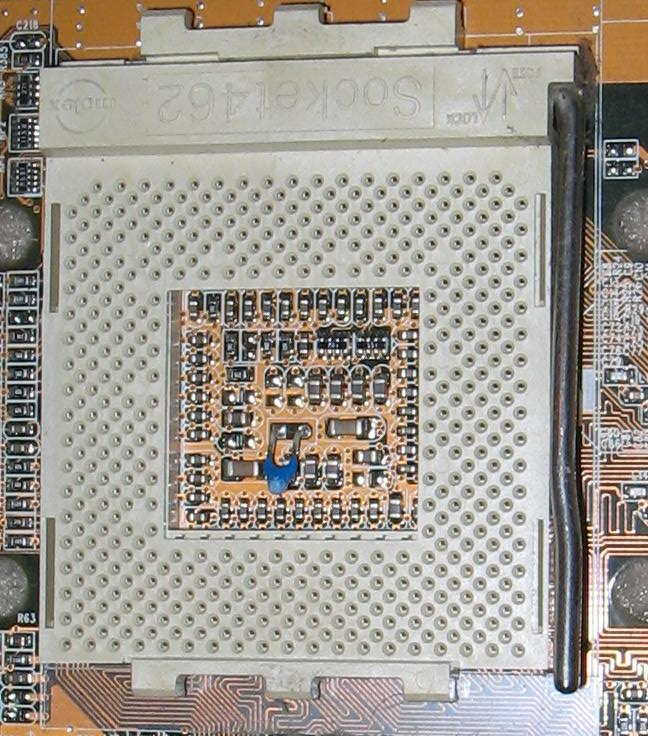
大号的ZIF插座 (Socket A)

零插拔力插座（英語：ZIF, Zero insertion force），又稱ZIF插座，是一種只需很少力就能插拔的積體電路插座或電子連接器。這種插座通常附有一支槓桿或者滑桿讓用戶只要將之推開或拉開，插座內的彈簧式接點就會被分開，其時只要非常少的力就能把積體電路插下去（一般而言晶片自身的重量即可給予足夠的力）。然後當槓桿或者滑桿回到原位後，接點便會被重新閉合並抓緊晶片的針腳。ZIF插座由於這種槓桿設計，因而會比普通其他插座貴很多，也需要較大的面積放置槓桿，所以只有需要經常插拔時才會用到。
這種插座不需像傳統插座一樣需要工具輔助，也降低因插拔導致針腳彎曲甚至斷裂的問題。